# Vor Sonnenuntergang (2000)
Vor Sonnenuntergang ist ein deutscher Fernsehfilm aus dem Jahr 2000 nach Motiven des gleichnamigen Dramas von Gerhart Hauptmann.

## Handlung
Der 69-jährige Johannes Benning, verwitwet und Vater zweier Töchter, feiert das 60. Jubiläum seines Verlags. In der Geschäftsleitung arbeitet er mit Thomas, dem Mann seiner älteren Tochter Chris, zusammen. Seit Kurzem hat Johannes eine Beziehung zu einer wesentlich jüngeren Frau, der Studentin Rena Kollitz, die an ihrer Doktorarbeit schreibt und sich für ein Auslandsjahr in Boston beworben hat. Bei einem ersten gemeinsamen Essen mit Johannes’ Familie zeigen Thomas und die Töchter, wie sehr sie Rena ablehnen.
Thomas engagiert einen Privatdetektiv, der herausfindet, dass Johannes eine Wohnung für Rena gekauft hat. Er befürchtet, Rena wolle Johannes finanziell ausnehmen oder sich sogar in den Verlag einmischen. Während Juliane versucht, Rena die Beziehung auszureden, gehen Chris und Thomas zu Renas Mutter, um sie zu bestechen, damit sie auf Rena einwirkt. Ihre Bemühungen sind jedoch vergeblich.
Währenddessen haben Johannes und Rena herausgefunden, dass Thomas hinter dem Rücken seines Schwiegervaters Verhandlungen zum Verkauf des Verlags an einen großen Konzern geführt hat. Johannes ist wütend und droht, Thomas zu entlassen.
Johannes möchte Rena heiraten, auch um ihre Stellung in der Familie zu verbessern. Chris und Thomas haben jedoch einen Plan, um eine Hochzeit zu verhindern: Johannes’ Hausarzt Dr. Markert, der aufgrund einer Spielsucht hohe Schulden bei Thomas hat und daher von ihm abhängig ist, soll Neuroleptika besorgen, die sie mit Johannes’ Kreislauf-Medikamenten vertauschen wollen. Dadurch sollen Johannes und Rena glauben, dass er altersbedingte Einschränkungen habe. Chris hat Bedenken und willigt nur zögernd ein. Ohne ihr Wissen bietet Thomas dem Arzt einen vollständigen Erlass seiner Schulden an, wenn er Johannes davon überzeugt, er leide an einer schweren, unheilbaren Krankheit. Daraufhin „diagnostiziert“ Markert eine Amyotrophe Lateralsklerose.
Johannes gibt er vor, Rena nicht mehr zu lieben und macht mit ihr Schluss – Er möchte nicht, dass sie von der Krankheit erfährt und sich verpflichtet fühlt, ihr eigenes Leben einzuschränken und ihn zu pflegen. Er hinterlässt Juliane (die noch bei ihm wohnt) einen Abschiedsbrief und fährt ans Meer, in ein kleines Ferienhaus, das er auch früher schon mit Rena besucht hat. Rena ahnt, dass er sich dort versteckt hält, und fährt hin. Johannes geht es inzwischen bedeutend besser, da er nicht mehr die von Chris und Thomas vertauschten Tabletten nimmt. Er lässt sich in einem Krankenhaus untersuchen, wo man feststellt, dass die ALS-Diagnose falsch war und er kerngesund ist. Nun ahnt er die Zusammenhänge und rächt sich, indem er nach seiner Rückkehr den Kranken spielt: Er lässt sich pflegen, im Rollstuhl umherfahren und leitet den Verlag von zu Hause aus. Erst nach einer Weile konfrontiert er bei einem Sonntagsbrunch die Familie und Dr. Markert damit, dass es ihm in Wahrheit wieder gut geht. Er wirft Dr. Markert und Thomas aus seinem Haus. Bei Juliane, die in die Pläne nicht eingeweiht war, entschuldigt sich Johannes, da er sich von ihr pflegen ließ, ohne wirklich krank zu sein. In der Folge lässt sich Chris, die sich mit dem Betrug an ihrem Vater zunehmend unwohler gefühlt hat, von Thomas scheiden und verlässt mit ihren Kindern die Stadt. Auch Juliane zieht bei ihrem Vater aus, um ihr eigenes Leben zu leben.
Rena hat inzwischen die Zusage für das Auslandsjahr in Boston erhalten. Erst wollte sie es absagen, um bei Johannes bleiben zu können, doch er besteht darauf, dass sie nicht für ihn verzichtet, und so endet der Film mit Renas Abschied am Flughafen.

## Produktion
Der Film wurde von der Polyphon Film- und Fernsehgesellschaft im Auftrag des NDR produziert und am 4. Oktober 2000 zum ersten Mal ausgestrahlt.

## Rezeption
Die Kritiker der fernsehzeitschrift TV Spielfilm äußerten sich kurz und knapp: „Gute Darsteller in altbackener Geschichte.“
Welt.de wertete: „Im Verlauf des Films geht es immer weniger um die Beziehung Juhnke-Stemberger, weder um Vaterkomplexe noch um eine Spielart des Glücks, sondern um die materiellen Ängste einer von Lebenslügen geplagten Familie der besseren Gesellschaft. [...] Fast 70 Jahre nach Entstehung des Dramas gibt eine moderne Fernsehadaption aber wenig her, zu unterschiedlich sind die Medien, zu unterschiedlich die Zeiten. Geradezu krampfhaft hält sich die Autorin an Äußerlichkeiten fest, um die simple Geschichte in Gang zu halten. Mit ihrer Allerweltsdramaturgie vermag sie den Zuschauer allenfalls zu überrumpeln, Verständnis für Liebe und Leidenschaft ihrer Helden kann sie nicht vermitteln.“
Der Tagesspiegel urteilte: „Nicht nur beim Drehbuch bewiesen Autorin Ulli Stephan und Regisseurin Dagmar Damek ein glückliches Händchen. Auch die Besetzung brilliert in der modernen NDR-Fassung des Dramas von 1932.“